# Свободное общество
Термин «свободное общество» часто используется либертарианскими теоретиками для обозначения общества, в котором достигнуты их идеальные политические, правовые и экономические цели.
В теоретическом свободном обществе все люди действуют добровольно, имея свободу получать власть и ресурсы для реализации своего собственного потенциала. Адлай Стивенсон определил свободное общество как общество, в котором люди считают «безопасным быть непопулярным». Другие, такие как Чандран Кукатхас, описали свободное общество как зависимое от «принципа свободы ассоциации». Синди Кон утверждает, что свобода вести «частную беседу» является «центральной в свободном обществе». Эти интерпретации также могут быть разработаны с точки зрения свободы слова - если люди имеют право выражать свое мнение, не опасаясь ареста, тюремного заключения или физического вреда. В свободном обществе, люди будут организовываться в общественных объединениях, в том числе на свободном рынке и в коммунальных обществах. Люди будут процветать и значительно увеличат свой доход из-за отсутствия ограничений на торговлю и создания богатства.

## Экономическая свобода
Будучи гражданином свободного общества, можно было бы объединяться в добровольные ассоциации, такие как свободный рынок. Эта свобода выбора является ключом к созданию свободного общества, и люди в итоге станут богаче из-за отсутствия ограничений в торговле. Первые сторонники свободного рынка, такие как Джеймс Мэдисон, «понимали, что принятие правильных правил и расширение рынков увеличит личную и экономическую свободу». Кроме того, было много споров об уровне участия государства на рынке, поскольку в 19 веке существовала сильная вера в то, что «рынок следует рассматривать как саморегулирующийся механизм и что роль государства заключается в том, чтобы устранять себя настолько далеко, насколько это возможно. насколько возможно вмешаться в это или регулировать это».
Идеал, поддерживающий это саморегулирование, известен как laissez-faire, в котором государство создает правила с единственной целью защиты прав собственности от воровства и агрессии, в то же время позволяя рынку саморегулироваться. Адам Смит утверждал, что в свободном обществе «каждый человек, если он не нарушает законы справедливости, совершенно свободен в том, чтобы преследовать свои собственные интересы по-своему и привести свою промышленность и капитал в конкуренцию с интересами любого другого человека». Обоснование желания сократить государственное регулирование исходило из того, что «защита масс во все времена была притворством тирании - мольбы монархии, аристократии, особой привилегии [...] всех рабовладельцев, оправдывающих рабство как защиту рабов».
Хотя утверждалось, что свободное общество подразумевает низкую вовлеченность государства и регулирования, всё ещё есть аргументы против этой позиции. Было высказано предположение, что в обществе, которое включает в себя свободный рынок, крупные государства и их участие - это хорошо, поскольку оно обеспечивает социальную справедливость и равенство. Хотя эта точка зрения существует, "правда заключается в том, что, хотя экономический кризис [2008 года] мог создать условия для более активного государства и повышенного скептицизма в отношении желательности неограниченных свободных рынков, сторонникам активного государства ещё предстоит предложить последовательный и убедительный аргумент в его пользу ". Таким образом, текущая точка зрения сторонников свободного рынка гласит, что государственные полномочия должны быть минимальными, существующими исключительно для защиты своих граждан и их имущественных прав от вреда. Хотя недавние дебаты по этому вопросу возобновились, это остается консенсусом применительно к свободному рынку.

## Свобода слова
Свобода слова - это свобода говорить свободно, без цензуры и ограничений. Несмотря на то, что свобода слова варьируется от страны к стране, она официально признается законами большинства стран. Европейское Просвещение стало причиной появления и распространения свободы слова. В 1689 году Билль о правах Англии предоставил «свободу слова в парламенте». В 1789 году Французская революция провозгласила права человека и гражданина. Свобода слова была явно объявлена бесспорным правом. Спустя годы за свободой слова последовали проблемы и ограничения. Эти проблемы и ограничения включают оскорбления, возбуждение, речь, которая включает в себя надвигающуюся противозаконную деятельность, коммерческую речь и детскую порнографию. Наряду со свободой слова растет и hate speech: речь, которая представляет собой любой вид речи или деяния, которые могут проявлять насилие или наносить ущерб в отношении отдельного человека или группы.
Исторически государства пытались препятствовать свободе слова, произвольно определяя непопулярную речь как опасную или угрожающую обществу, определяя, что ей является, а что нет. Такие законы часто «используются политически влиятельными фракциями для подавления речи, которая их критикует» и «могут быть использованы в политических целях».

## Свобода религии
Свобода вероисповедания определяется как право исповедовать религию публично или в частном порядке. Это также включает в себя полную свободу исповедовать религию или вообще не исповедовать религию. Это также известно как «свобода от религии». В некоторых частях мира, таких как Мьянма , отсутствует религиозная свобода.

### Принципы
- Свобода слова
- Свобода торговли
- Индивидуализм

### Политические системы
- Анархо-капитализм
- Государство – ночной сторож

### Связанные подходы
- Открытое общество
- Разрешительное общество
- Безгосударственное общество
- Добровольное общество

## Внешние ссылки
- Основы свободного общества
- Свободное общество требует мифа о высшем законе